# Племићка породица Смиљанић
Племићка породица Смиљанић била је српска племићка породица из Лике, из које се 1647. године доселила у Далмацију.

## Породично стабло
Најстарији члан породице био је Петар, арамбаша рођен у Лици, који је предводио мале чете, којима је Османлијама непрестано наносио много зла.

### Петар Смиљанић (? — 28. јануар 1656)
Петар Смиљанић био је савременик Јанка Митровића, са своја четири сина (Мато, Филип, Јован, Илија) преселио се у Далмацију. Као млетачки поданик истакао се у борби против Османлија, и преузимању Земуника, Новиграда, Обровца, Надина, Вране, затим током напада на Драчевац и Филип Јаков. По успешним акцијама Петар је Леонарду Фасцолу, генералном провидуру у Задру, послао пет одсечених турских глава са чалмама.
Петар је у августу 1647. године на челу крајишника учествовао у нападу на Грачац, и заузео га током борбених дејстава срушио је мост на реци Крки, који су нешто касније Османлије обновиле. Посебно се истакао у борбама код Пираматоваца, Островице и Брибира.
Петар Смиљанић је у Буковици код Плавна разбио један одред Турака(600 људи). Због својих ратних заслуга, провидур Фасцоло именовао га је вођом ускочких буковачких Срба, а дајући му уједно овлаштење да може пресуђивати у мањим међусобним споровима повјерених му Срба. Последњи Петров подвиг био је напад на Рибник у Лици.
Сахрањен је у цркви Свете Стошије у Задру, 29. јануара 1656. године.

### Сердар Смољан Смиљанић
До сердара Смољана породица је била православне вере, а после њега је прешла у католичанство.

### Илија Смиљанић (? — 1654)
Једна од најзначајнијих личности у породици Смиљанић био је и Илија Смиљанић, који се истакао у борбама против Турака у Кандијском рату. Током 1651. године Илија је остварио велику победу савладавши 5 000 Османлија код Корлата (Бенковац), а 1652. године остварио је још један успех када је поразио османлије код Островице. Наредне 1653. године однео је победу над Османлијама поразивши их у бици код Удбине и Ливна.
Његовом смрћу на Велебиту, током напада на Лику 1654. године, породица Смиљанић је ишчезла.